# Depeche Mode: Spirits in the Forest
Depeche Mode: Spirits in the Forest è un film concerto e un documentario che racconta il concerto finale del Global Spirit Tour della band inglese di musica elettronica Depeche Mode e le storie di sei fan della band. Diretto da Anton Corbijn, il film è uscito nei cinema il 21 novembre 2019.

## Produzione
Per promuovere l'uscita del loro album Spirit, i Depeche Mode hanno annunciato che si sarebbe svolto un concorso in cui un fan o una celebrità avrebbero avuto la possibilità di gestire la pagina Facebook dei Depeche Mode ogni giorno per un anno, postando i propri "aneddoti personali, video, foto di concerti, copertine delle canzoni della band o altri contenuti relativi ai Depeche Mode".
Dei vincitori del concorso, sei fan sono stati scelti per essere presenti nel film. La troupe di produzione ha viaggiato in ognuna delle città dei sei fan per filmare le loro storie mentre viaggiavano per vedere il concerto finale del Global Spirit Tour al Waldbühne di Berlino. I sei fan, che sono i personaggi principali del film, sono Indra Amarjagal dalla Mongolia, Daniel Cassús, un brasiliano che vive a Berlino, Liz Dwyer dagli Stati Uniti, Christian Flueraru dalla Romania, Carine Puzenat dalla Francia e Dicken Schrader dalla Colombia.
Oltre alle storie dei fan, il film include le riprese degli ultimi due concerti del Global Spirit Tour tenuti al Waldbühne, il 23 e 25 luglio 2018. A settembre 2019 è stato annunciato che il film sarebbe uscito in 2.400 sale il 21 novembre 2019 e il 29 ottobre 2019 si è tenuta un'anteprima del film al Curzor Mayfair di Londra, con una sessione di domande e risposte al regista Corbijn.

## Formazione
Gruppo
- Dave Gahan – voce
- Martin Gore – chitarra, sintetizzatori, cori, seconda voce (Never Let Me Down Again), voce (The Things You Said, Insight e I Want You Now)
- Andrew Fletcher – sintetizzatori (eccetto in Insight e I Want You Now)

Altri musicisti
- Peter Gordeno – sintetizzatori, basso (A Pain That I'm Used To, Useless e Heroes), cori
- Christian Eigner – batteria (eccetto in Insight e I Want You Now)